# Agapanthida
Agapanthida (лат.) — род жуков-усачей из трибы Phlyctaenodini подсемейства настоящих усачей.

## Описание
Голова между усиками покрыта зубчиками. Щупки длинные. Усики достаточно длинные, почти равны по длине телу. Грудь с по бокам с шипиками, её ширина превышает длину. Передний край переднеспинки округлый, задний усеченный. Надкрылья удлинённые, слегка суженные к основанию.

## Систематика
В составе рода два вида, обитающих в Новой Зеландии:
- Agapanthida pulchella White, 1846
- Agapanthida scutellaris Pascoe, 1876